# Marek Jasiński (kompozytor)
Marek Piotr Jasiński (ur. 10 września 1949 w Stargardzie, zm. 15 lutego 2010 w Klużu-Napoce w Rumunii) – polski kompozytor i pedagog, związany ze Szczecinem profesor Akademii Muzycznej w Poznaniu i Akademii Muzycznej w Bydgoszczy.

## Życiorys
Od szóstego roku życia uczył się gry na fortepianie. W kolejnych latach uczęszczał do Społecznego Ogniska Muzycznego w Stargardzie, a następnie do Szkoły Muzycznej II stopnia w Szczecinie (klasa fortepianu Haliny Nowackiej-Durnaś). W 1974 roku ukończył wychowanie muzyczne w Państwowej Wyższej Szkole Muzycznej w Poznaniu, a w 1979 studia w zakresie kompozycji w klasie Andrzeja Koszewskiego na tej samej uczelni.
W latach 1983 i 1987 kształcił się w Bułgarii (Borowec) na Międzynarodowych Kursach Kompozytorskich, organizowanych przez Międzynarodową Radę Muzyczną UNESCO oraz na Podyplomowym Studium Doskonalenia Pedagogicznego (1987).
Od 1979 roku pracował w szczecińskiej filii Akademii Muzycznej w Poznaniu i w punkcie konsultacyjnym gdańskiej Akademii Muzycznej w Koszalinie. Współpracował też z Zespołem Szkół Muzycznych im. Feliksa Nowowiejskiego w Szczecinie i Chórem Akademickim Politechniki Szczecińskiej pod dyrekcją Jana Szyrockiego. Pełnił funkcję prodziekana Wydziału Pedagogiki Instrumentalnej w szczecińskiej filii uczelni poznańskiej (1990–1996) i prezesa Pomorskiego Stowarzyszenia Instrumentalistów Academia. Od 1995 roku był wykładowcą na Wydziale Kompozycji i Teorii Muzyki Akademii Muzycznej w Bydgoszczy. Prowadził zajęcia dydaktyczne z kompozycji, propedeutyki kompozycji, kontrapunktu, instrumentacji i harmonii oraz seminaria magisterskie. W okresie 1999–2005 pełnił funkcję dziekana tego Wydziału.
Tytuł naukowy profesora sztuk muzycznych uzyskał 10 maja 2000 roku.
Nie przerywał własnej twórczości muzycznej. Uczestniczył w krajowych i zagranicznych festiwalach i konkursach kompozytorskich (również jako członek jury) oraz w międzynarodowych kursach kompozytorskich organizowanych przez radę muzyczną UNESCO.
Komponował utwory chóralne, wokalno-instrumentalne oraz instrumentalne. Dwa z nich: Beatus Vir oraz Pieśń Zwiastowania na chór mieszany otrzymały nagrody na konkursach kompozytorskich o zasięgu międzynarodowym. Skomponował również Lux et Veritas na inaugurację organów szczecińskiej katedry.
Został odznaczony Srebrnym Medalem Gloria Artis (2006) i Medal Komisji Edukacji Narodowej (2003). W tymże roku został pierwszym laureatem Zachodniopomorskiego Nobla w dziedzinie nauk artystycznych. Otrzymał też liczne inne nagrody i wyróżnienia.
Zmarł nagle w Rumunii podczas zajęć prowadzonych w Klużu-Napoce w ramach Europejskiego Programu FABREC. Został pochowany na cmentarzu komunalnym przy ul. Kościuszki w Stargardzie.

## Twórczość
Dorobek Marka Jasińskiego obejmuje utwory wokalne, wokalno-instrumentalne i instrumentalne, od orkiestrowych do solowych. Najbliższa kompozytorowi była wokalna i wokalno-instrumentalna muzyka sakralna. Za najważniejsze kompozycje są uznawane:
- De profundus na orkiestrę symfoniczną (1982)
- Nike na chór i orkiestrę symfoniczną (1980)
- opera Książę ostatni (1993)
- Requiem na chór chłopięcy, chór mieszany i orkiestrę symfoniczną (1989)
- Kantata o Rzeczypospolitej na głosy solowe, chór i orkiestrę symfoniczną (1998)
- Da Pacem Domine na alt, baryton i orkiestrę symfoniczną (1996)
- Muzyka jesienna na smyczki (1988)
- Psalm 150 na chór i orkiestrę (1997)
- Dona nobis pacem na chór i orkiestrę (1999)
- Psalm 100 na chór mieszany (1994)
- Cantus festivus na chór mieszany (1996)

## Upamiętnienie
Upamiętnienie i popularyzacja twórczości Marka Jasińskiego jest celem „Stowarzyszenia im. Profesora Marka Jasińskiego” z siedzibą w Szczecinie. Członkowie Stowarzyszenia oraz Studenckiego Koła Artystyczno-Naukowego Wydziału Kompozycji, Teorii Muzyki i Reżyserii Dźwięku w Akademii Muzycznej w Bydgoszczy zorganizowali m.in. koncerty w Bydgoszczy i Szczecinie (marzec i kwiecień 2011), na których wykonano Requiem Profesorowi Markowi Jasińskiemu (kompozytorzy Requiem i członkowie Koła studiowali kompozycję u Marka Jasińskiego).
5 lutego 2011 Marek Jasiński został patronem Ogólnokształcącej Szkoły Muzycznej I stopnia w Szczecinie.
We wrześniu 2021 roku w Stargardzie odbyła się pierwsza edycja muzycznego Międzynarodowego Festiwalu im. prof. Marka Jasińskiego „Soni Spatium”.